# Let Kunovice
Let Kunovice (ofta förkortat: LET) är en tjeckisk (tidigare tjeckoslovakisk) flygplanstillverkare, specialiserad på passagerarflygplan med två motorer. LET tillverkar LET-410 och LET-610.